# Cyclocarcina linyphoides
Espèce
Synonymes
- Sunitorypha linyphoides Komatsu, 1960

Cyclocarcina linyphoides est une espèce d'araignées aranéomorphes de la famille des Nesticidae.

## Distribution
Cette espèce est endémique du Japon.

## Publication originale
- Komatsu, 1960 : A new cave spider in Japan. Acta Arachnologica, Tokyo, vol. 17, p. 9-12.